# サクラ大戦 (テレビアニメ)
『サクラ大戦』（サクラたいせん）は、セガの同名のテレビゲームを原作としたテレビアニメ作品。2000年4月8日から同年9月23日までTBS・MBSほかで放送された。全25話。TBS製作のテレビアニメおよびサクラ大戦アニメシリーズとしては、最後のセル画フィルム撮影による製作作品となった。
ゲーム版との区別のため、映像ソフト（VHS/DVD）は『サクラ大戦TV』（サクラたいせんティーヴィー）というタイトルで販売されており、便宜上一般的にはこちらの名で呼ばれる。資料によっては、『TV版 サクラ大戦』と表記されることもある。

## 概要
セガサターン用ソフト『サクラ大戦』のストーリーを元に、アニメ独自の脚本や演出を加え再構成した作品。真宮寺さくらの帝国華撃団への加入から始まり、葵叉丹率いる黒之巣会との戦いまでを描いている。本作のストーリーの中心はさくらを中心とした帝国華撃団の結束であり、ゲームでの大きな要素でもある大神一郎とヒロインとの恋愛は描かれておらず、全般的にシリアスな内容になっているのが特徴である。
中村隆太郎は「『サクラ大戦』のおもちゃ箱をひっくり返した様な楽しさがいっぱい詰まった世界観を、テレビアニメシリーズで描くには、テレビアニメと言う性質上『原作ゲームとメディアミックス展開を知らなくても見られる様にする』『毎週みたいと思わせるには、“さくら達にまた会いたい”と思える描き方をしなければいけない』『テレビアニメで始めて知ったファンにも楽しんでもらいたい』『さくらと同年代の女の子に共感されるものにしたい』」という狙いがあった。
当初の記者発表では『サクラ大戦』のOVA等で脚本を手掛けてきた川崎ヒロユキがシリーズ構成を務めることになっていたが、1クール時点で川崎が降板し、スタッフクレジットでは表記が消されている。脚本として参加していた金巻兼一は「（通常、脚本会議で顔を合わせるはずの）監督とは一度も会わずじまいだった」と自身のサイトに記述しており、脚本制作において監督と川崎の間に何らかの問題があったことが示唆されている。初動時のライター陣も川崎に追随する形で降板し、2クール以降はライター陣が大幅に入れ替わった。
広井王子は「中村監督は原作のキャラクターが元々持っていた『人間のリアルな感情』を抜き出して、きちんと見せようとしていた」「キャラクターの内面を掘り下げることの難しさを再認識できた」「監督と歩調を合わせながら、長い時間世界観の構築・着地点等で話し合ったけど、監督は良い意味で頑固であり、プロフェッショナルだった」「毎週スケジュール通りに放送しなければいけない、テレビアニメというシステムには僕は向いていないと思った」と広井自身の制作方針とテレビアニメの相性の悪さを痛感したことを振り返っている。

## 登場人物

### 帝国華撃団
- 真宮寺さくら - 横山智佐
- 神崎すみれ - 富沢美智恵
- マリア・タチバナ - 高乃麗
- アイリス - 西原久美子
- 李紅蘭 - 渕崎ゆり子
- 桐島カンナ - 田中真弓
- 大神一郎 - 陶山章央
- 米田一基 - 池田勝
- 藤枝あやめ - 折笠愛

## スタッフ
- 原作 - 広井王子
- シリーズ監修 - あかほりさとる
- 監督 - 中村隆太郎
- 助監督 - 鈴木利正（第13話 - 第25話）
- シリーズ構成 - 川崎ヒロユキ[9][10]
- 脚本 - あかほりさとる、川崎ヒロユキ、鈴木達也
- キャラクター原案 - 藤島康介
- キャラクターデザイン - 松原秀典
- TVキャラクター設定・総作画監督 - 守岡英行
- メカデザイン - 福島秀樹
- 美術監督 - 金子英俊
- 色彩設計 - 三橋曜子
- 撮影監督 - 小澤次雄
- 編集 - 瀬山武司
- 音楽 - 田中公平
- 音楽協力 - avex mode
- 音響監督 - 鶴岡陽太
- 制作プロデューサー - 浅利義美、安部正次郎
- プロデューサー - 丸山正雄
- アニメーション制作 - マッドハウス
- 製作 - サクラ大戦製作委員会（源生哲雄、諸冨洋史、佐々木絵美、セガ・エンタープライゼス、レッドカンパニー、マッドハウス、avex）、TBS
- 著作権表示 - ©SEGA・RED / TBS・MBS

## 主題歌
※発売元は全てavex mode。
オープニングテーマ
「ゲキテイ（檄! 帝国華撃団）」
作詞 - 広井王子 / 作曲 - 田中公平 / 編曲 - 根岸貴幸 / 歌 - 横山智佐&帝国歌劇団
- テレビ放送初期には、檄! 帝国華撃団にて表示。バックトラックは「III」と同音源。DVDでは初期より修正済み。

エンディングテーマ
「夢見ていよう」（第1 - 12話、第21 - 25話）
作詞 - 広井王子 / 作曲 - 田中公平 / 編曲 - 根岸貴幸 / 歌 - 横山智佐&帝国歌劇団
「ゲキテイ音頭」（第13 - 20話）
作詞 - 広井王子 / 作曲 - 田中公平 / 編曲 - 多田彰文 / 歌 - 田中真弓
挿入歌
「愛ゆえに」（第1話）
作詞 - 広井王子 / 作曲 - 田中公平 / 編曲 - 宮崎慎二 / 歌 - 高乃麗 & 富沢美智恵
「東京的休日」（第6話）
作詞 - 広井王子 / 作曲 - 田中公平 / 編曲 - 岸村正実 / 歌 - 渕崎ゆり子
「赤いカチューシャ」（第9話）
作詞 - 広井王子 / 作曲 - 田中公平 / 編曲 - 浜口史郎 / 歌 - 高乃麗
「お花畑」（第12話）
作詞 - 広井王子 / 作曲 - 田中公平 / 編曲 - 多田彰文 / 歌 - 帝国華撃団
「センタースポット」（第13話）
作詞 - 広井王子 / 作曲 - 田中公平 / 編曲 - 根岸貴幸 / 歌 - 富沢美智恵
「ストーンモンキー」（第17話）
作詞 - 広井王子 / 作曲 - 田中公平 / 編曲 - 根岸貴幸 / 歌 - 田中真弓 & 高乃麗
「シンデレラ」（第18話）
作詞 - 広井王子 / 作曲 - 田中公平 / 編曲 - 松尾早人 / 歌 - 横山智佐 & 高乃麗 / 台詞 - 富沢美智恵、西原久美子、渕崎ゆり子、田中真弓
「下町ラプソディー」（第20話）
作詞 - 広井王子 / 作曲 - 田中公平 / 編曲 - 根岸貴幸 / 歌 - 横山智佐 & 渕崎ゆり子
「花吹雪・白波弁天」（第21話）
作詞 - 広井王子 / 作曲 - 田中公平 / 編曲 - 岸村正実 / 歌 - 横山智佐 & 田中真弓
「雲雀の歌」〜椿姫より〜（第22話）
作詞 - 広井王子 / 作曲 - 田中公平 / 編曲 - 浜口史郎 / 歌 - 富沢美智恵 & 高乃麗
「夢見る機械」（第23話）
作詞 - 広井王子 / 作曲 - 田中公平 / 編曲 - 岸村正実 / 歌 - 渕崎ゆり子
「花咲く乙女」（第25話）
作詞 - 広井王子 / 作曲 - 田中公平 / 編曲 - 根岸貴幸 / 歌 - 帝国華撃団

## 各話リスト
「第九話 火喰い鳥と呼ばれた少女」に限り、VHS収録時にテレビ放送時より大幅にストーリー構成を変更した上で収録された。テレビ放送版はサクラ大戦TV DVD-BOX（2006年10月27日発売）に初回限定版特典として封入された。
| 話数       | 放送日        | サブタイトル                           | 脚本                  | 絵コンテ                     | 演出                             | 作画監督                                      |
| ---------- | ------------- | -------------------------------------- | --------------------- | ---------------------------- | -------------------------------- | --------------------------------------------- |
| 第一話     | 2000年 4月8日 | さくら 帝都に来る                      | 川崎ヒロユキ          | 中村隆太郎                   | 中村隆太郎 浅見隆司              | 中原清隆 宮田奈保美 佐藤雄三                  |
| 第二話     | 4月15日       | 守るべき都市                           | 川崎ヒロユキ          | 鈴木利正                     | 鈴木利正                         | 田中誠輝                                      |
| 第三話     | 4月22日       | さくらの初舞台                         | 川崎ヒロユキ          | 中村隆太郎                   | 岡嶋国敏                         | 伊藤良明                                      |
| 第四話     | 4月29日       | 華撃団の新隊長                         | 川崎ヒロユキ 成田良美 | 原博                         | はしもとなおと                   | 秦野好紹 中原清隆                             |
| 第五話     | 5月6日        | 邪悪なる影                             | 川崎ヒロユキ 玉井豪   | 小林孝志 中村隆太郎          | 安田賢司 鈴木利正                | 宮田奈保美 中原清隆 安徳正則 福世孝明（メカ） |
| 第六話     | 5月13日       | 光武の心                               | 高山カツヒコ          | 布施木一喜                   | 布施木一喜                       | 高橋成之 小笠原篤                             |
| 第七話     | 5月20日       | おいしい秩序                           | 金巻兼一              | 小林孝志                     | 小林孝志                         | 伊藤良明                                      |
| 第八話     | 5月27日       | これがレビュウ!                        | 金巻兼一              | 原博                         | 佐藤雄三                         | 田崎聡                                        |
| 第九話     | 6月3日        | 火喰い鳥（クワッサリー）と呼ばれた少女 | 川崎ヒロユキ          | テレビ放送版                 | テレビ放送版                     | テレビ放送版                                  |
| 第九話     | 6月3日        | 火喰い鳥（クワッサリー）と呼ばれた少女 | 川崎ヒロユキ          | 渡部高志                     | 又野弘道                         | 箕輪悟 中原清隆                               |
| 第九話     | 6月3日        | 火喰い鳥（クワッサリー）と呼ばれた少女 | 川崎ヒロユキ          | VHS / DVD版                  |                                  |                                               |
| 第九話     | 6月3日        | 火喰い鳥（クワッサリー）と呼ばれた少女 | 川崎ヒロユキ          | 佐藤雄三                     | 浅見隆司 鈴木利正                | 守岡英行                                      |
| 第十話     | 6月10日       | 嵐を呼ぶ女（カンナ）                   | 成田良美              | 小島正幸                     | 岩井優器                         | 岩井優器                                      |
| 第十一話   | 6月17日       | 花組合宿                               | 高山カツヒコ          | 佐藤順一                     | 布施木一喜                       | 高橋成之 小笠原篤 中原清隆 藤原潤             |
| 第十二話   | 6月24日       | ひとりぼっちのバースデー               | 玉井豪                | 小島正幸                     | 浅見隆司                         | 伊藤良明 小原充                               |
| 第十三話   | 7月1日        | 花と咲かせよ!乙女の意地で!             | 土井佐智子            | 駒井一也                     | はしもとなおと                   | 小林利充                                      |
| 第十四話   | 7月8日        | アイリス出撃す!                        | 吉岡たかを            | 原博                         | 鈴木薫                           | 佐藤陵                                        |
| 第十五話   | 7月15日       | さくら故郷へ帰る                       | 鈴木達也              | 武内宣之                     | 武内宣之                         | 小原充 伊藤良明                               |
| 第十六話   | 7月22日       | 対降魔部隊                             | あべけん              | 安田賢司                     | 又野弘道                         | 島崎克実 中原清隆                             |
| 第十七話   | 7月29日       | 序曲                                   | 土井佐智子            | 小林孝嗣                     | 岡嶋国敏 川崎逸朗                | 関口可奈味                                    |
| 第十八話   | 8月5日        | シンデレラ                             | 佐藤和治              | まついひとゆき               | はしもとなおと                   | 秦野好紹 長坂寛治                             |
| 第十九話   | 8月12日       | 破邪の陣                               | 吉岡たかを            | 小林孝嗣                     | 岡嶋国敏                         | 関口雅浩 中原清隆                             |
| 第二十話   | 8月19日       | しのび寄る闇                           | 鈴木達也              | TAMA                         | 鈴木薫                           | 佐藤陵                                        |
| 第二十一話 | 8月26日       | もうひとつの戦い                       | あべけん              | 浅見隆司                     | 浅見隆司                         | 伊藤良明 小原充                               |
| 第二十二話 | 9月2日        | 帝劇、炎上!                            | 佐藤和治              | 原博                         | 佐藤雄三 田中洋之                | 田崎聡                                        |
| 第二十三話 | 9月9日        | 夢見る機械                             | 土井佐智子            | 安田賢司                     | はしもとなおと 川崎逸朗 岡嶋国敏 | 関口可奈味 三浦和也                           |
| 第二十四話 | 9月16日       | 絆                                     | 吉岡たかを            | 小林孝嗣                     | はしもとなおと                   | 小林利充                                      |
| 第二十五話 | 9月23日       | 夢のつづき                             | 鈴木達也              | 中村隆太郎 鈴木利正 小林孝嗣 | 浅見隆司 鈴木利正                | 守岡英行 小原充 三浦和也（メカ）              |

## 放送局
| 放送地域       | 放送局             | 放送期間                 | 放送日時                     | 備考   |
| -------------- | ------------------ | ------------------------ | ---------------------------- | ------ |
| 関東広域圏     | 東京放送           | 2000年4月8日 - 9月23日   | 土曜 17:30 - 18:00           | 製作局 |
| 近畿広域圏     | 毎日放送           | 2000年4月8日 - 9月23日   | 土曜 17:30 - 18:00           | 製作局 |
| 中京広域圏     | 中部日本放送       | 2000年4月 - 9月          | 土曜 16:30 - 17:00           |        |
| 北海道         | 北海道放送         | 2000年4月15日 - 9月30日  | 土曜 17:00 - 17:30           |        |
| 宮城県         | 東北放送           | 2000年7月 - 2001年1月    | 土曜 17:30 - 18:00           |        |
| 福島県         | テレビユー福島     | 2000年4月 - 10月         | 木曜 0:50 - 1:20（水曜深夜） |        |
| 静岡県         | 静岡放送           | 2000年7月 - 2001年1月    | 土曜 2:00 - 2:30（金曜深夜） |        |
| 岡山県・香川県 | 山陽放送           | 2000年9月2日 - 2001年3月 | 土曜 6:00 - 6:30             |        |
| 山口県         | テレビ山口         | 2000年9月2日 - 2001年3月 | 土曜 5:45 - 6:15             |        |
| 愛媛県         | あいテレビ         | 2000年6月 - 12月         | 土曜 1:55 - 2:25（金曜深夜） |        |
| 日本全域       | キッズステーション |                          |                              | CS放送 |

台湾でも『櫻花大戰』のタイトルで放送された。
ほかにもバンダイチャンネルで配信されているほか、過去にはTBSチャンネルでも放送された。